# Arberatze-Zilhekoa
Arberatze-Zilhekoa (en francès i oficialment Arbérats-Sillègue), és una comuna de la Baixa Navarra, un dels set territoris del País Basc, al departament dels Pirineus Atlàntics i a la regió de la Nova Aquitània. Limita amb les comunes d'Arboti-Zohota al nord, Aiziritze-Gamue-Zohazti al nord-oest, Domintxaine-Berroeta a l'est i Behaskane-Laphizketa al sud-oest.

## Demografia
| 1901 | 1962 | 1968 | 1975 | 1982 | 1990 | 1999 |
| --- | ---- | ---- | ---- | ---- | ---- | ---- |
| 242 | 184  | 175  | 177  | 198  | 222  | 270  |
| A partir de 1962, el cens té en compte la població resident definida com a "Population sans doubles comptes" per l'INSEE |      |      |      |      |      |      |

## Administració
| Data d'elecció                             | Identitat            | Qualitat |
| ------------------------------------------ | -------------------- | -------- |
| Les dades anteriors a 1995 no es coneixen. |                      |          |
| 1995                                       | Jacques Sallenave    |          |
| 2001                                       | Sauveur Arnaud Bacho |          |